# Elena Podkaminskaïa
 (août 2021).
L'article doit être relu — et modifié si nécessaire — par des contributeurs indépendants pour apporter un regard critique aux contributions effectuées en violation des conditions d'utilisation de Wikipédia, tant sur la forme (notamment concernant le style encyclopédique, la proportionnalité) que sur le fond (la neutralité de point de vue, la qualité et l'indépendance des sources).
 (janvier 2016).
Elena Ilinitchna Podkaminskaïa (en russe : Еле́на Ильи́нична Подками́нская), née le 10 avril 1979 à Moscou, est une actrice russe de théâtre, cinéma et télévision.

## Biographie
Elena Podkaminskaïa naît le 10 avril 1979 à Moscou.
Elle fait ses études dans la classe d'Alexandre Chirvindt à l'Institut d'art dramatique Boris Chtchoukine. Elle est diplômée en 2001. Elle fait partie de la troupe du Théâtre académique de la Satire de Moscou depuis 2000.
En 2002, elle incarne Ursula Bourne dans la série télévisée en cinq épisodes L’Échec de Poirot, inspiré du roman d'Agatha Christie Le Meurtre de Roger Ackroyd réalisé par Sergueï Oursouliak. Depuis 2012, elle est surtout connue pour sa participation à la série télévisée La Cuisine diffusée par la chaîne STS.
Le 30 novembre 2013, l'artiste est finaliste de la version russe de Danse avec les stars, avec son partenaire le chorégraphe Andreï Karpov.

## Rôles au théâtre

### Théâtre académique de la Satire
- Stationnement alterné (Run For Your Wife) de Ray Cooney, l'adaptation d'Alexandre Chirvindt : Barbara Smith[2] (2003)
- Homo erectus de Youri Poliakov, l'adaptation d'Andreï Jitinkine : Prostituée Xi[3] (2005)
- Molière ou la Cabale des dévots  de Mikhaïl Boulgakov, l'adaptation de Youri Yeremine : Armande Béjart (2009)
- Don, mécènes et adorateurs d'Alexandre Ostrovski, l'adaptation de Boris Morozov : Alexandra Neguina[4] (2010)
- La course à la succession de Youri Ryachentsev et Galina Polidi d'après Le Légataire universel de Jean-François Regnard, l'adaptation d' Alexander Schirvindt : Isabella[5] (2012)
- Le Chien du jardinier de Lope de Vega, l'adaptation de Pavel Safonov : Diana, comtesse de Belflor (2015)

## Filmographie
| Année   | Titre                             | Rôle                        | Notes                             |
| ------- | --------------------------------- | --------------------------- | --------------------------------- |
| 2002    | Fail-Poirot                       |                             | Série télévisée                   |
| 2002    | Générique                         | Lida                        |                                   |
| 2003-14 | Code of Honor 2                   | Inna                        | Série télévisée (deuxième saison) |
| 2004    | Muguet d'argent 2                 |                             | Série télévisée                   |
| 2005    | Adjutants of Love (en)            | Pauline Bonaparte           | Série télévisée                   |
| 2006    | Andersen. Une Vie Sans Amour      | Dorothea Melchior           |                                   |
| 2007    | Une Garde-malade                  | Sveta                       |                                   |
| 2007    | La Protection                     | Elena Bakova                | Série télévisée                   |
| 2007    | Infirmières de nuit               | Marina                      |                                   |
| 2007    | Plus important que l'Amour        | Lida                        | Série télévisée                   |
| 2007    | Quelques simples souhaits         |                             |                                   |
| 2008    | Deux fois dans le même fleuve     | Sveta                       |                                   |
| 2008    | Voler le...                       |                             | Série télévisée                   |
| 2008    | Une île habitée                   | Secrétaire de Strannikov    |                                   |
| 2008    | Je serai de retour                | Zoya, la sœur de Musi       | Série télévisée                   |
| 2008    | Petrovka 38. L'Équipe De Semenova | Nina Zataeva                | Série télévisée                   |
| 2008    | Homme sans pistolet               |                             | Série télévisée                   |
| 2009    | Les Frères Karamazov              | Agafya Ivanovna             | Série télévisée                   |
| 2009    | Garde secrète                     | Vetrova                     | Série télévisée                   |
| 2009    | De l'autre côté de la Guerre      | Macha                       |                                   |
| 2010    | Je m'en souviendrai               | Lena                        |                                   |
| 2011    | De quoi parlent les hommes        | Nastya                      |                                   |
| 2012    | Un billet de retour               | Masha                       | TV                                |
| 2012    | La Cuisine                        | Victoria "Vika" Gontcharova | Série télévisée                   |
| 2012    | Seulement d'Amour                 | Katia                       | Série télévisée                   |
| 2014    | Cuisine à Paris                   | Victoria "Vika" Gontcharova |                                   |
| 2014    | L'amour à louer                   | Alena                       |                                   |
| 2015    | Un destin nommé Farman            | Olga                        | Mini-série                        |
| 2025    | La Soie rouge                     | Anna Volkova                |                                   |